# Black Mark Production
A Black Mark Production é uma gravadora independente de heavy metal fundada em 1991 e originalmente sediada em Berlim, onde ficou até o fim dos anos 90, quando se mudou para Estocolmo. Atualmente está localizada em Villa Hammerheart, Bruzaholm, Suécia. É mais conhecida por sua proximidade com Quorthon, líder da banda de black metal Bathory até a morte deste em 2004.

## História
Como o próprio Quorthon afirmava várias vezes, especulava-se com frequência que ele tinha algo mais a ver com as operações da Black Mark Production do que simplesmente o conceito e nome do selo, que são referências ao título do álbum do Bathory de 1987, Under the Sign of the Black Mark.
Quorthon recebeu permissão do selo Tyfon Grammofon – que era de propriedade de Börje "Boss" Forsberg e tinha o Bathory sob contrato – para usar seu próprio selo proxy em todos os álbuns do Bathory, junto com um número de série único 666-X, a começar já pelo álbum de estreia auto-intitulado de 1984, mas a gravadora não foi fundada como uma entidade separada antes de 1991.
O verdadeiro fundador da gravadora segue incerto, mas acredita-se que tenha sido “Boss” Forsberg.

## Primeiro álbum do Bathory
As primeiras mil cópias do álbum de estreia do Bathory (considerado um grande clássico do gênero) foram impressas independentemente da Tyfon Grammofon pela Black Mark com um bode dourado na capa antes de serem recebidos para distribuição mais ampla por Combat e Under One Flag.
A tiragem original da Black Mark, com o bode amarelo – que deveria ser dourado, mas, devido a restrições orçamentárias do selo, teve que ser amarelo – é um dos mais valiosos álbuns do mundo do metal extremo e, por isso, muito falsificado.

## Outras bandas lançadas pela Black Mark
Além dos álbuns do Bathory e os do projeto solo de Quorthon, a Black Mark Production também contou em seus quadros com bandas conhecidas e dos mais variados estilos dentro do heavy metal, como Edge of Sanity, Lake of Tears, Memento Mori, Morgana Lefay, Dan Swanö, Nightingale, Seance e outras.